# Mollia multijuncta
Mollia multijuncta is een mosdiertjessoort uit de familie van de Microporidae. De wetenschappelijke naam van de soort is, als Diachoris patellaria var. multijuncta, voor het eerst geldig gepubliceerd in 1879 door Waters.